# 28052 Lowellputnam
28052 Lowellputnam este o planetă minoră (asteroid), cu un diametru de 2,976 km, din centura de asteroizi. A fost descoperită pe 18 mai 1998 la Stația Anderson Mesa de Lowell Observatory Near-Earth-Object Search. 
Obiectul prezintă o orbită caracterizată de o semiaxă mare de 2,5311054 UAi, o excentricitate de 0,18, o înclinație de 1,2345 ° în raport cu ecliptica.